# Souel
Souel – miejscowość i gmina we Francji, w regionie Oksytania, w departamencie Tarn.
Według danych na rok 1990 gminę zamieszkiwało 157 osób, a gęstość zaludnienia wynosiła 16 osób/km² (wśród 3020 gmin regionu Midi-Pireneje Souel plasuje się na 906. miejscu pod względem liczby ludności, natomiast pod względem powierzchni na miejscu 1102.).